# Daniel Willems
Daniel Willems (16 de agosto de 1956 – 2 de setembro de 2016) foi um ciclista belga que competia em provas de estrada.
Willems representou seu país, Bélgica, na corrida de 100 km contrarrelógio por equipes nos Jogos Olímpicos de Verão de 1976. A equipe belga terminou em décimo terceiro lugar.
Durante sua carreira profissional, Daniel Willems destacou-se por conquistar diversas vitórias importantes em corridas europeias de estrada, incluindo etapas no Tour de France e no Giro d'Italia, duas das maiores competições do ciclismo mundial.
Morreu em 2 de setembro de 2016, aos 60 anos.